# Akron (Iowa)
Akron ist eine Kleinstadt (mit dem Status „City“) im Plymouth County im US-amerikanischen Bundesstaat Iowa. Das U.S. Census Bureau hat bei der Volkszählung 2020 eine Einwohnerzahl von 1.558 ermittelt.
Akron ist Teil der Sioux City metropolitan area, die sich auch über die Staatsgrenzen nach Nebraska und South Dakota erstreckt.

## Geografie
Akron liegt im Nordwesten Iowas am Ostufer des die Grenze zu South Dakota bildenden Big Sioux River, der über den Missouri zum Stromgebiet des Mississippi gehört.
Die Schnittpunkte der Bundesstaaten Iowa, South Dakota und Minnesota sowie der Staaten Iowa, South Dakota und Nebraska liegen 90 km nördlich sowie 64 km südlich von Akron.
Die geografischen Koordinaten von Akron sind 42° 49′ 44″ nördlicher Breite und 96° 33′ 34″ westlicher Länge. Die Stadt erstreckt sich über eine Fläche von 3,16 km² und ist die größte Ortschaft innerhalb der Portland Township.
Nachbarorte von Akron sind Chatsworth (10,9 km nordnordöstlich), Ruble (13,8 km östlich), Adaville (20,7 km südöstlich), Westfield (9,1 km südsüdwestlich), Richland in South Dakota (12,7 km südwestlich) und Spink in South Dakota (16,9 km westlich).
Die nächstgelegenen größeren Städte sind die Twin Cities in Minnesota (Minneapolis und Saint Paul) (480 km nordöstlich), Rochester in Minnesota (428 km ostnordöstlich), Cedar Rapids (472 km ostsüdöstlich), Iowas Hauptstadt Des Moines (366 km südöstlich), Kansas City in Missouri (494 km südsüdöstlich), Nebraskas größte Stadt Omaha (207 km in der gleichen Richtung), Sioux City (44,1 km südlich) und South Dakotas größte Stadt Sioux Falls (102 km nördlich).

## Verkehr
Der State Highway IA 3 trifft in Akron auf den entlang des Big Sioux River führenden IA 12. Über eine Brücke über den Big Sioux River führt in westlicher Richtung eine Straße in den Nachbarstaat South Dakota und wird dort zum SD 50. Alle weiteren Straßen sind untergeordnete Landstraßen, teils unbefestigte Fahrwege sowie innerörtliche Verbindungsstraßen.
Durch Akron verläuft eine entlang des Big Sioux River verlaufende Eisenbahnstrecke der BNSF Railway, die für den Frachtverkehr genutzt wird.
Mit dem Le Mars Municipal Airport befindet sich 40 km östlich ein kleiner Flugplatz für die Allgemeine Luftfahrt. Der nächste Verkehrsflughafen ist der Sioux Gateway Airport in Sioux City (60 km südsüdöstlich).

## Bevölkerung
Nach der Volkszählung im Jahr 2010 lebten in Akron 1486 Menschen in 625 Haushalten. Die Bevölkerungsdichte betrug 470,3 Einwohner pro Quadratkilometer. In den 625 Haushalten lebten statistisch je 2,32 Personen.
Ethnisch betrachtet bestand die Bevölkerung zu 99,1 Prozent aus Weißen. Unabhängig von der ethnischen Zugehörigkeit waren 0,5 Prozent der Bevölkerung spanischer oder lateinamerikanischer Abstammung.
13,8 Prozent der Bevölkerung waren unter 18 Jahre alt, 61,8 Prozent waren zwischen 18 und 64 und 24,4 Prozent waren 65 Jahre oder älter. 53 Prozent der Bevölkerung waren weiblich.
Das mittlere jährliche Einkommen eines Haushalts lag im Jahr 2015 bei 41.161 USD. Das Pro-Kopf-Einkommen betrug 22.975 USD. 9,7 Prozent der Einwohner lebten unterhalb der Armutsgrenze.